# Świercze (gemeente)
De gemeente Świercze is een landgemeente in het Poolse woiwodschap Mazovië, in powiat Pułtuski.
De zetel van de gemeente is in Świercze.
Op 30 juni 2004 telde de gemeente 4801 inwoners.

## Oppervlakte gegevens
In 2002 bedroeg de totale oppervlakte van gemeente Świercze 93,04 km², waarvan:
- agrarisch gebied: 84%
- bossen: 8%

De gemeente beslaat 11,23% van de totale oppervlakte van de powiat.

## Demografie
Stand op 30 juni 2004:
| Omschrijving                   | Totaal | Totaal | Vrouwen | Vrouwen | Mannen | Mannen |
| ------------------------------ | ------ | ------ | ------- | ------- | ------ | ------ |
| eenheid                        | aantal | %      | aantal  | %       | aantal | %      |
| inwoners                       | 4801   | 100    | 2375    | 49,5    | 2426   | 50,5   |
| bevolkingsdichtheid (inw./km²) | 51,6   | 51,6   | 25,5    | 25,5    | 26,1   | 26,1   |

In 2002 bedroeg het gemiddelde inkomen per inwoner 1405,76 zł.

## Administratieve plaatsen (sołectwo)
Brodowo, Bruliny, Bylice, Chmielewo, Dziarno, Gaj, Gąsiorowo, Gąsiorówek, Godacze, Gołębie, Klukowo, Klukówek, Kosiorowo, Kościesze, Kowalewice Nowe, Kowalewice Włościańskie, Ostrzeniewo, Prusinowice, Stpice, Strzegocin, Sulkowo, Świercze, Świercze-Siółki, Świerkowo, Świeszewko, Świeszewo, Wyrzyki, Wyrzyki-Pękale.

## Overige plaatsen
Brodowo-Dębówka, Brodowo-Kuce, Chmielewko, Jabłeczniki, Malice, Siniary, Śmietanki, Świercze-Wochny.

## Aangrenzende gemeenten
Gzy, Nasielsk, Nowe Miasto, Sońsk, Winnica